# Carpe D.M.
Carpe D.M. è un singolo dell'attrice italiana Cristiana Dell'Anna pubblicato il 16 dicembre 2020.

## Descrizione
Il singolo è un brano d’amore composto dal musicista napoletano Carlo Lomanto. Inizialmente pubblicato per il download digitale, Carpe D.M. è entrato anche in rotazione radiofonica a partire dal 23 dicembre dello stesso anno.

## Video musicale
Il videoclip è stato pubblicato l'11 gennaio 2021 attraverso il canale YouTube della FlenderMusic.

## Tracce
Testi di Cristiana Dell'Anna, musiche di Carlo Lomanto.
1. Carpe D.M. – 2:20